# ウクライナ海軍

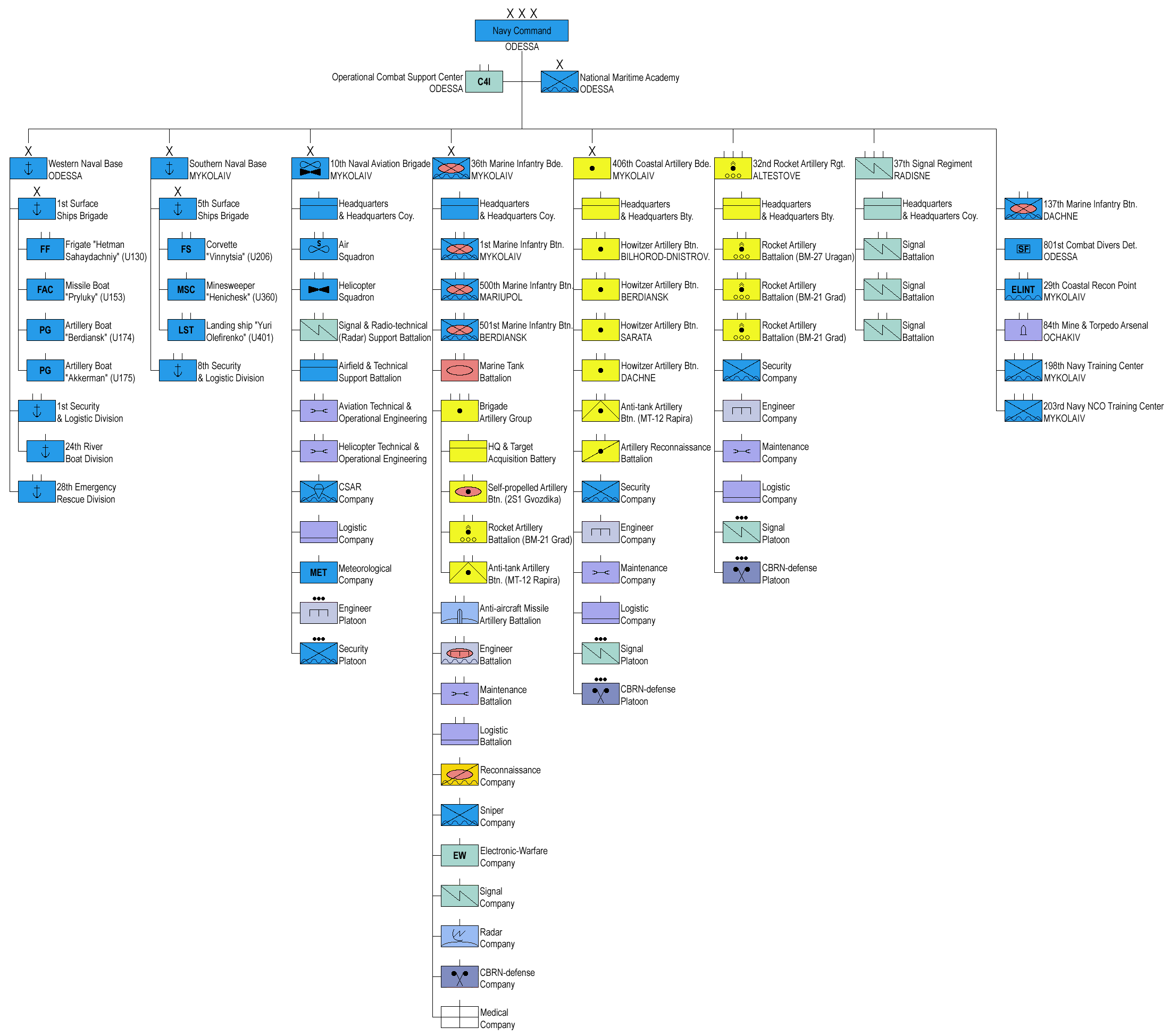
ウクライナ海軍の編制（2017年）

ウクライナ海軍（ウクライナかいぐん、ウクライナ語: Військово-Морські Сили Збройних Сил України ヴィイスィコーヴォ・モルスィキー・スィールィ・ズブローイヌィフ・スィール・ウクライィーヌィ）は、ウクライナの海軍。ウクライナ軍の軍種のひとつである。

## 概要
ウクライナは南部が黒海に面しており、海軍は主としてそこに展開している。司令部の所在地は、クリミア自治共和国のセヴァストポリであるが、事実上はオデッサに移転しているとされる。保有する艦艇は混成艦隊を編成し、黒海や地中海を中心に活動している。

## 歴史

### 中世

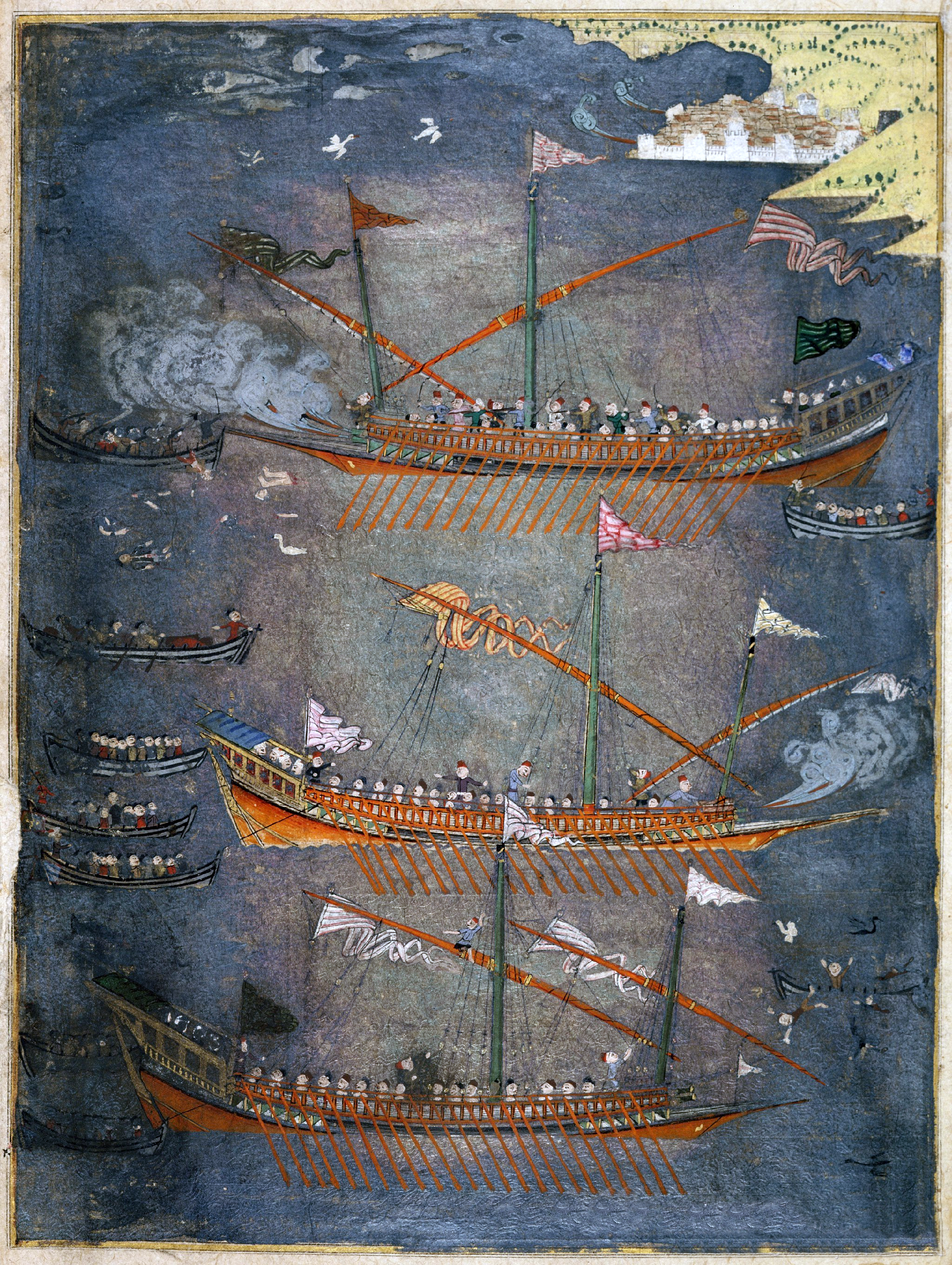
コサックのチャイカ船（左）がオスマン帝国のガレー船（右）を襲う（17世紀）

ウクライナ海軍の歴史は、コンスタンティノーポリまで遠征を繰り返していたキエフ・ルーシの海軍にまで遡ることができる。公式には、これに加えてウクライナ・コサックの海軍もウクライナ海軍の系譜と解釈される。
コサックの最初の海上進出の記録があるのが1492年で、これ以降、コサックのチャイカ艦隊はドニプロー川や黒海沿岸で海賊行為を行ったり敵方への遠征を行ったりしていた。特に著名な司令官はペトロー・コナシェーヴィチ・サハイダーチュヌィイで、その業績から、彼はウクライナ海軍の開祖と呼ばれている。コサックは、彼らとクリミア・ハン国とのあいだの利権を巡る直接的な対立、また大国ポーランド・リトアニア共和国とオスマン帝国とのあいだの戦争に艦隊を派遣し、さらにはロシアとスウェーデンとのあいだの戦争のためバルト海にまで人員を派遣したこともあった。1635年の戦争では、バルト・コサック小艦隊はスウェーデンのフリゲート1 隻を捕獲したという記録が残されている。
コサックのヘーチマン国家がロシア帝国の宗主権下に収められ、さらにコサックの本営であるザポロージャのシーチが破壊されたあともチャイカ艦隊は活躍を続けた。黒海コサック軍の黒海コサック小艦隊は、スィーヂル・ビールィイやアンチーン・ホロヴァーティイといったキーシュのオタマーンらに指揮されて露土戦争でのロシアの勝利に貢献した。1783年5月1日には、16 隻の大型船からなるコサック小艦隊がアフチアール湾へ入った。1784年2月10日、この地に艦隊主要港となるセヴァストーポリが置かれた。ここにロシア帝国の黒海艦隊が編成されたが、その半数以上の艦船はコサックのドニプロー小艦隊の所属艦船が占めていた。
1794年にハジベイが陥落してロシア帝国の領土に加えられると、翌1795年にはエカチェリーナ2世はこの町をオデッサと改称してここを根拠地とするオデッサ小艦隊を設置した。この小艦隊は、12 隻のチャイカからなっていた。
しかし、これ以降コサックの艦隊は艦船の近代化に連れてロシア帝国の黒海艦隊に一体化され、その独立性を消失した。それゆえコサックの海軍と現代のウクライナ海軍とのあいだには時間的断絶があるが、それでもロシア帝国海軍時代の黒海艦隊は多くのウクライナ人によって構成されていた。

### ウクライナ革命

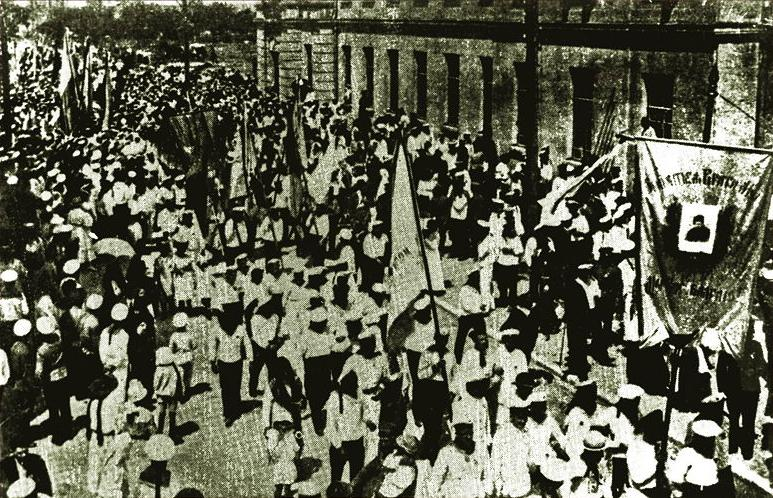
1917年5月10日に行われた、ウクライナ黒海協会のデモ

現代のウクライナ海軍の創設記念日とされるのが、クリミア半島にあった黒海艦隊の艦船や要塞、港湾施設などのほとんどがウクライナ国旗を掲げた1918年4月29日である。それ以前にも1917年のロシア革命以降、黒海艦隊では散発的にいくつもの艦船がウクライナ国旗を掲げるという状況が生じていた。この現象は黒海艦隊に留まらず、バルト艦隊、シベリア小艦隊、カスピ小艦隊、アムール小艦隊、北氷洋小艦隊でいくつかの艦船がウクライナ国旗を掲揚していた。そのうち、一部の艦船については第一次世界大戦終結後の黒海への回航がロシア臨時政府より約束されていた。しかしながら、それらの運動はまだ体系的にウクライナ国家に属するものではなかった。十月革命後にウクライナ人民共和国が成立すると、黒海艦隊では旗艦ヴォーリャをはじめとするウクライナ国旗を掲げた「ウクライナ化」された艦船とトリー・スヴャチーチェリャをはじめとする「赤化」された艦船とのあいだで対立が深まった。1917年12月に赤軍がウクライナに侵攻してクリミア半島とそこにあった艦隊を掌握すると、ウクライナ人組織は強制的に解散させられ、すべての艦船と要塞、港湾施設が赤旗を掲揚した。したがって、1918年1月14日にウクライナ中央ラーダが全黒海艦隊がウクライナ人民共和国に属するとする「ウクライナ人民共和国海軍に関する臨時法」を採択したとき、実際には同国は艦隊を完全に奪われた状態であった。ブレスト＝リトフスク条約を契機にウクライナがクリミアを奪還し、1918年4月29日には艦隊司令官の名の下、全黒海艦隊にウクライナ国旗が掲揚された。このとき、一部の艦船は赤軍基地のあったノヴォロシースクへ退去した。

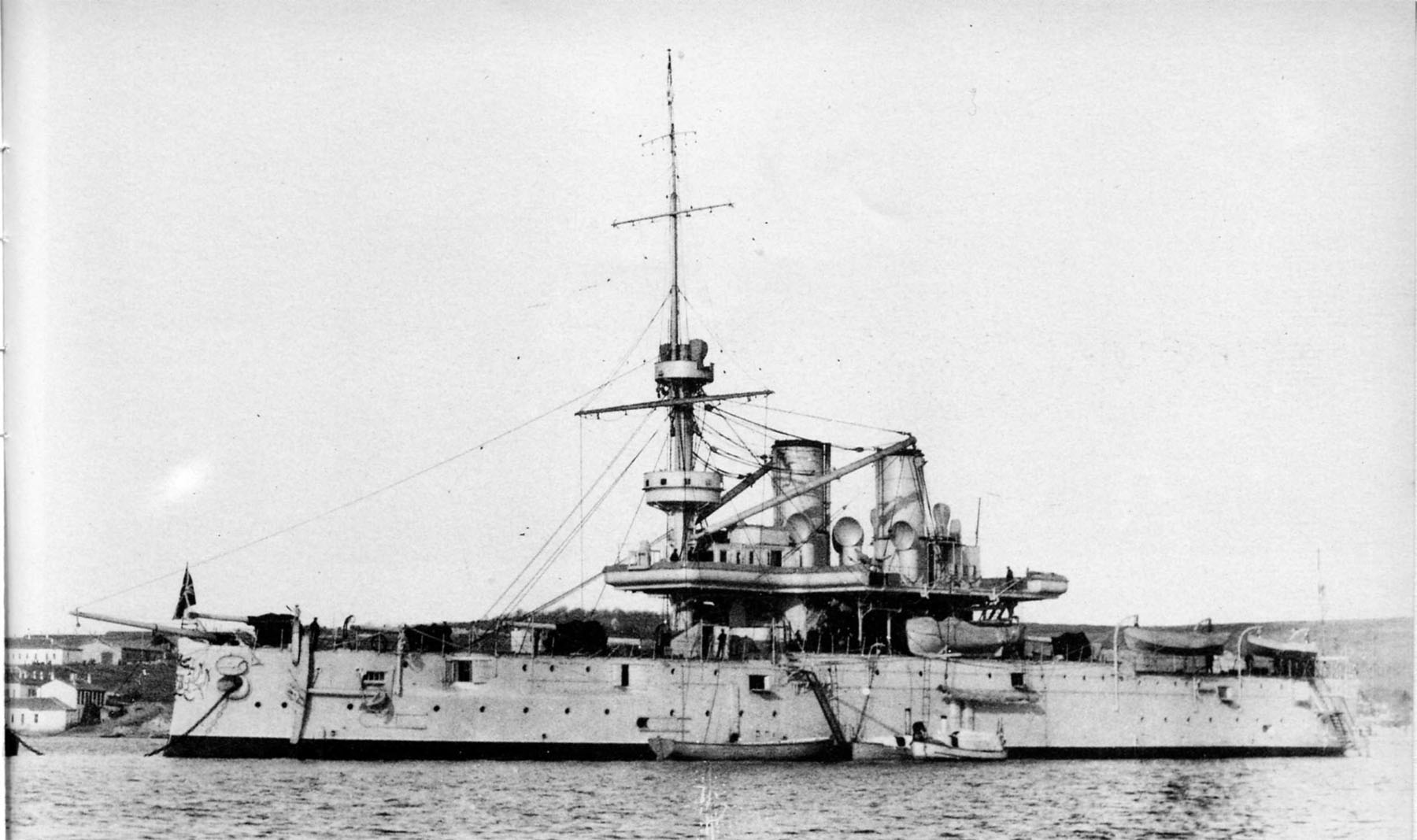
司令部艦ゲオルギー・ポベドノーセツ（1916年秋の撮影）

しかしながら、その後ブレスト＝リトフスク条約の付帯事項に基づいてドイツ帝国軍がクリミアを占領すると、5月には全黒海艦隊はドイツの管理下に置かれることとなった。ウクライナ国旗は降ろされ、かわりにドイツの国旗が掲揚された。6月から段階的に艦船がウクライナへ返還されたが、ドイツの撤退まですべての艦船がウクライナへ戻ることはなかった。主力艦ヴォーリャなど一部の艦船は、ドイツの旗の下、イスタンブールなどまで遠征した。ドイツによるウクライナ国の承認に伴い、6月2日からセヴァストーポリにおいて2 隻の旧艦隊装甲艦がウクライナへ返還され、そのうちゲオルギー・ポベドノーセツにウクライナ国海軍の司令部が設置された。9月1日には、艦隊水雷艇1 隻がセヴァストーポリにてウクライナ国海軍へ引き渡された。9月17日には新型を含む17 隻の潜水艦がウクライナ国海軍に引き渡され、セヴァストーポリにて潜水艦戦隊を編成した。

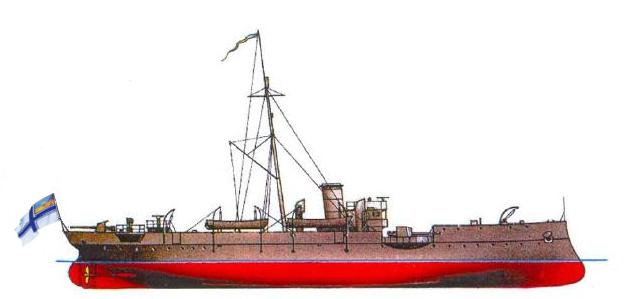
ドナウ小艦隊の航洋砲艦ドネーツィ

11月まで実質的にウクライナ国海軍の主力となったのがオデッサに根拠地を置いたドナウ小艦隊で、6月6日に編成された掃海戦隊は2 隻の航洋砲艦と24 隻の掃海艦艇を擁した。また、航洋砲艦1 隻が小艦隊司令部艦としてオデッサにて使用されていた。そのほか、シュトィーク級装甲艇4 隻とレヴェンスキー工場製の装甲艇が10 隻程度使用されていた。ウクライナ国海軍に所属した艦船の活動は不活発なものに抑えられたが、1918年7月6日にはドナウ小艦隊がドナウ川河口において掃海作戦を実施し、これが近代史上初のウクライナ艦船による実戦任務となった。
6月17日にはまた、ノヴォロシースクに逃れていた艦船のうち、ヴォーリャをはじめとする9 隻の艦船がクリミアへ帰還し、それら艦船によってウクライナ国と第一クリミア地方政府の合同艦隊である同盟クリミア＝ウクライナ海軍が編成された。その艦船には、ウクライナの旗とドイツの旗が並んで掲揚された。

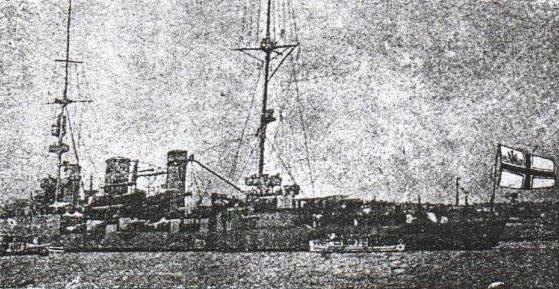
ウクライナ国の巡洋艦アドミラール・ナヒーモウ（モンタージュ写真）

これらに加えて、各地の工場にあった42 隻の艦船が5月にウクライナ国へ引き渡された。その中には、弩級戦列艦デモクラーチヤと修理中のインペラトルィーツャ・マリーヤそれに4 隻のアドミラール・ナヒーモウ級巡洋艦が含まれていた。
このほかに、11月にはドニプロー小艦隊とピンシク小艦隊という2つの河川小艦隊が編成された。これらの小艦隊は、装甲艇や大型自走艀を保有していた。
1918年11月11日にはドイツが降伏し、ウクライナから撤退することになった。これに際して黒海艦隊艦船のすべてはウクライナ国へ譲渡された。しかし、11月24日にはイギリス・フランスをはじめとする連合国軍が進駐し、艦隊を接収した。1919年には艦隊は一部は白軍に、一部は赤軍の手に渡った。
1918年12月にウクライナ国が倒れ、再興されたウクライナ人民共和国も戦争に敗れて亡命し、ウクライナは共産主義系のウクライナ社会主義ソビエト共和国の領土に収まることになった。そうした中、黒海艦隊は1920年5月には労農赤色海軍に属する黒海・アゾフ海海軍となり、同年12月10日にはウクライナ社会主義ソビエト共和国とクリミア自治ソビエト共和国の軍隊であるウクライナ・クリミア軍の下に収められた。しかし、ソ連が結成された関係で1922年6月3日付けでウクライナ・クリミア軍は解隊され、黒海・アゾフ海海軍はソ連の労農赤色海軍の一構成艦隊となった。こうしてウクライナは独自の海軍を喪失したが、1960年代ごろまでソ連海軍の黒海艦隊では大多数の構成員がウクライナ人であった。
一方、ウクライナ国外で存続した亡命ウクライナ人民共和国政府はその後もずっと艦隊の保有を主張し、海軍組織を保ち続けたが、それは様式的なものに過ぎなかった。亡命以降、ウクライナ人民共和国政府が実際に艦船を保有することは一度もなかった。

### 独立ウクライナ
ソビエト連邦の崩壊とウクライナの独立に伴い、1991年12月12日にウクライナ領内に駐屯していたソ連海軍を基にウクライナ海軍が設立された。クリミア半島の帰属問題と並び、黒海艦隊の艦艇についてもロシア連邦との間で配分問題が生じたが、1997年5月に艦艇を双方に二分することで配分問題は合意した。

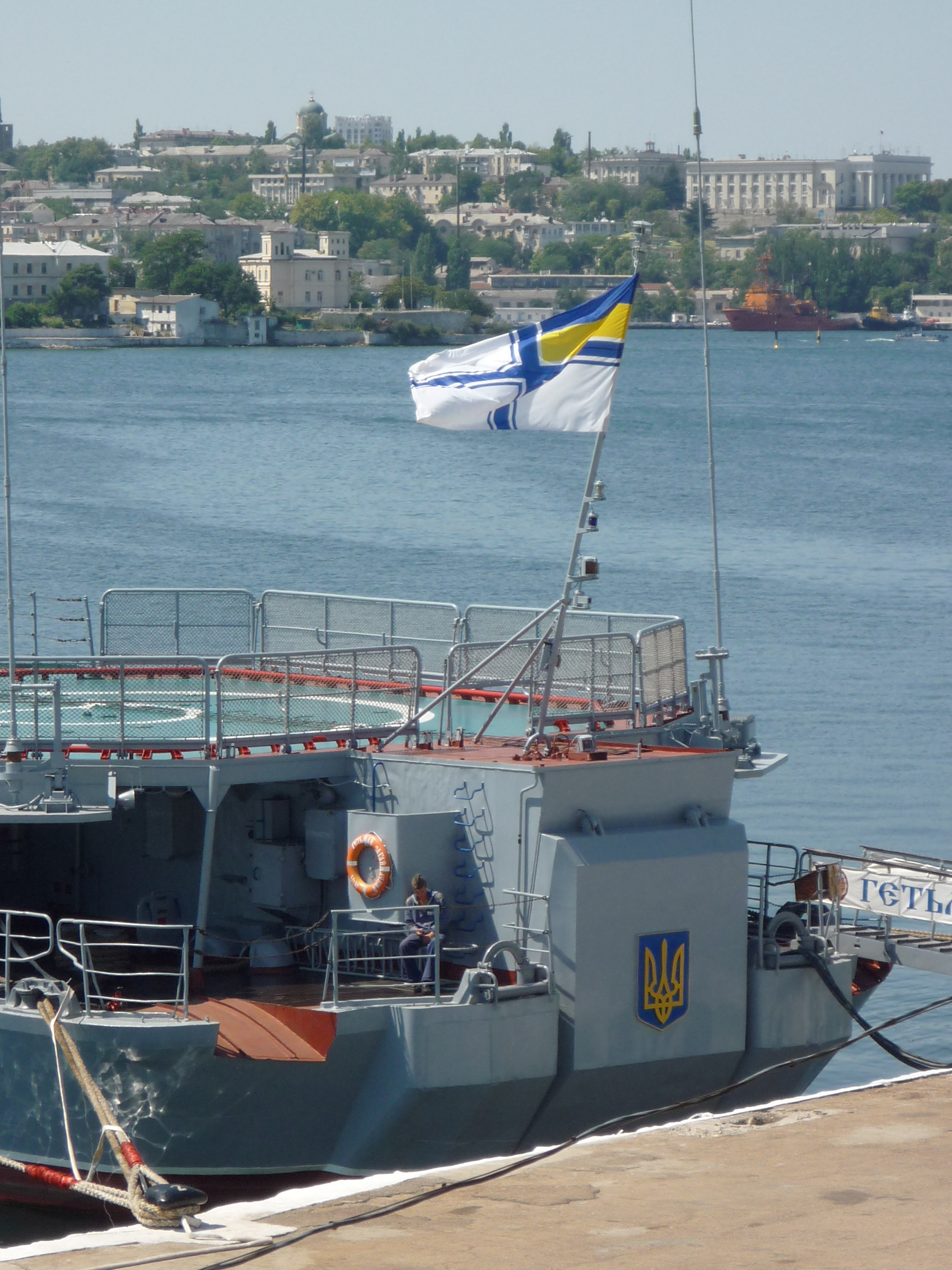
2009年8月9日、ヘーチマン・サハイダーチュヌィイの艦尾に掲げられた海軍旗

主要な基地は、セヴァストーポリのほか、オデッサ、オチャーキウ、フェオドーシヤなどにある。なお、回転翼機を中心としたウクライナ海軍航空隊も編制されている。
ウクライナ海軍は、設立当初こそ航空巡洋艦やミサイル巡洋艦、多くの新型艦艇の保有などに熱意を示したものの、結局すぐに所有艦艇の漸減を開始した。1990年代から2000年代前半中にフリゲートの大半と半数程度のコルベット、実質すべての小型揚陸艦が退役し、その他多くの艦艇も退役ないし保管状態に置かれた。その反面、新しいコルベット・テルノーピリの竣工など2000年代に入ってから艦隊の増強も行われ始めた。また、北大西洋条約機構（NATO）あるいはロシアとの合同演習への参加も毎年行っており、これまでコルベットのルーツィク、テルノーピリ、フリゲートのヘーチマン・サハイダーチュヌィイほか、多くの艦艇が参加している。しかし、ウクライナの経済状態は国民の基本的な生活にも厳しいものであり、海軍の運営はままならなかった。
それでも2007年度までは多くの艦艇が活発に稼動していたが、その年の11月に黒海上で発生した大嵐によって多くの艦艇が埠頭にぶつかったり互いに衝突したりして損傷を負い、2008年中頃まで多くの艦艇が活動できない状況に陥った。特に激突した指揮艦のスラヴーティチとコルベットのヴィーンヌィツャは船体をひどく損傷し、修理に長期を要した。ヴィーンヌィツャの修理は翌2008年まで長引いたが、それは激しく損傷した船首の復旧に加え、衝突時の衝撃で生じていたエンジン関係に不具合や船体各所の亀裂の修理が必要となったためであった。この他、大型揚陸艦のコスチャンティーン・オリシャーンシクィイ、コルベットのルーツィク、テルノーピリ、係留中の指揮艦ドンバスをはじめ、艦隊の主要な艦艇のほとんどが損傷を受けた。

### 現状
ウクライナ海軍にとって設立以来の懸案である潜水艦と巡洋艦の整備については、幾度も就役と工事中止の「決定」の間を右往左往してきた。幾度か修理工事の中止と売却が「決定」されている潜水艦ザポリージャについては、2008年1月20日にオレーフ・オルローウ潜水艦大佐によって2008年中の就役を予定していると発表されたが船渠が別の潜水艦に使用されていたため工事ができず、2009年初頭から船渠入りした。また、将来的にはロシア製の677型潜水艦やドイツ製の212A型潜水艦ないし214型潜水艦などの購入も検討されているといわれるが、財政面からその実現は当面不可能と見られている。ミサイル巡洋艦ウクライナについても2007年1月の発表では海外への売却が「決定」されたはずであったが、2008年5月21日の発表では2か月以内にヴィクトル・ユシチェンコ大統領によって今後の処遇についての「決定」がされるとされた。その後、建造企業への補助として同艦の完成が宣言されたが、2009年10月現在まだ就役していない。この艦については、「1隻でウクライナ海軍の予算をすべて食ってしまった」という批判もある。この他、ウクライナ海軍はいくつかソ連時代より建造中の艦艇を保有するが、これらの就役の目途も立っていない。また、ウクライナ海軍は対潜ミサイルや近代的な対艦ミサイルなどを保有しておらず、単独での戦闘能力は限定的である。保有する航空機についても、ソノブイや対潜魚雷など対潜装備が不足しており、対潜任務においては十分な能力が発揮できない状態にある。
2005年8月4日の国防大臣アナトーリイ・フルィツェーンコの発表によれば、ウクライナ海軍は今後新型のコルベットないしフリゲートを建造することになっており、2010年の就役が見込まれているという。しかし、2008年の時点で2010年の就役はまず無理であることは確かであり、早くとも2012年以降となる見込みである。また、フルィツェーンコの言によれば、建造される艦は、ロシア海軍のコルベット・ステレグーシチイより「やや大きく、やや優れ、航続距離、自立行動日数、対空防御力においてそれを凌ぐ」ような万能艦であるという。具体的にはハイドゥーク21型コルベットなどいくつかの類似のステルス艦艇の設計が発表されているが、最も計画の進捗していたハイドゥーク21型はマレーシアなどへの輸出を視野に開発したにも拘らず受注に失敗しており、他の艦艇もペーパープランの域を出ないことから、資金のみならず技術的にも課題は山積している状態である。なお、他に設計されている同規模の艦艇としては、ポーランド向けに設計されたミラージュ型コルベット、トルコ向けに設計されたミストラーリ1500T型コルベット、1124 設計対潜コルベットの後継となるパーハル型コルベット、1241 設計ミサイルコルベットの後継となる小型のムソーン型コルベット、大型で11351 設計フリゲートの後継となるトルナード型フリゲートがある。いずれも建造の目途は立っていない。一方、2008年になってアメリカ合衆国から中古の艦艇の供給が提案されており、2009年になってオリバー・ハザード・ペリー級ミサイルフリゲート3隻の提供が両国のあいだで調印された。しかし、アメリカ側はフリゲートの引渡しの条件として対価の支払いを要求しているため、実際に引渡しが実現するか先行きは不透明である。2008年秋以降、経済状態が非常に悪化したため、国産にせよ外国製にせよ、ウクライナ海軍が新しい艦船を調達できる見込みは厳しくなっている。
2009年3月18日には、ティモシェンコ内閣は、内閣指令第307号「巡洋艦ウクライナの購入と就役の費用に関して」を発令、ミサイル巡洋艦ウクライナを2009年中に就役させる事を決定した。その後、2010年の政権交代によってこの計画は頓挫し、ロシアへの売却が検討されている。
あまり実用的ではないミサイル巡洋艦を諦めたかわりに、2011年上半期はウクライナ海軍にとっては前進の年となった。まず、長年の懸案であった潜水艦ザポリージャが就役し、その他、ザポリージャほどではないが長期間修理中であったドンバスやフメリニツキーなどいくつかの艦船も航行状態に復帰している。その他、いくつかの艦船が修理が進められたり定期的な検査・オーバーホールを受けるなどしており、戦力の維持が試みられている。この年、ザポリージャの就役と並ぶ重要なイベントとなったのが、5月17日に催されたウォロディミル・ヴェリーキイ級フリゲートの1番艦ウォロディミル・ヴェリーキイの起工式である。これはウクライナが独立して以来、初めて新規に設計され実際に起工まで漕ぎ着けた艦である。ウォロディミル・ヴェリーキイは、2016年の就役を目指している。
歴史的にみれば、ウクライナ海軍はウクライナ・ソビエト戦争に参加したことになっているが、1992年以降については、ウクライナ海軍は実戦に参加していない。もっとも「軍事的」な出動は2008年8月の南オセチア紛争に絡んだもので、セヴァストーポリに帰港したロシア艦隊を戦闘準備をしたウクライナ海軍のミサイル艇が出迎えている。

### 2014年クリミア危機
2014年のウクライナ騒乱から続くクリミア危機では、司令部のあったセヴァストポリが陸上からロシア軍に占領された上に、事実上クリミア半島全体がロシアに編入されている。セヴァストポリの海軍艦艇も港を閉塞された上で制圧されており、占領時点では地中海に居たヘーチマン・サハイダーチュヌィイを除く全主要艦艇がロシア軍に接収されるなど、海軍兵力が事実上消滅する事態に陥った。なお、接収されたザポリージャはロシア海軍黒海艦隊に編入された。

### ドンバス戦争
ドンバス戦争中の2018年11月25日には、アゾフ海沿岸のベルジャーンシクに位置する東部海軍基地へ向けて航行中のギュルザ-M型砲艇などのウクライナ海軍艦艇が、ケルチ海峡にてロシア連邦保安庁国境警備隊の艦艇に拿捕されるケルチ海峡事件が発生した。

## ロシアの全面侵攻
2022年2月24日からのロシア軍の全面侵攻においてウクライナ海軍は、ムィコラーイウ攻防戦の最中に旗艦であるフリゲート「ヘーチマン・サハイダーチヌイ」が自沈、マリウポリ攻防戦の最中に指揮艦「ドンバス 」を撃沈されたほかギュルザ-M型砲艇など多数の艦艇が沈没、撃破、鹵獲されるなど水上艦隊に甚大な損害を被ったほか、マリウポリやベルジャーンシクなどのアゾフ海沿岸地域をすべて占領され同海域の制海権を喪失した。

そのような中で、2022年のロシアのウクライナ侵攻中、ベルジャーンシクの戦いの余波で、タピール級揚陸艦「サラトフ」が、ロシアが占領したウクライナの港ベルジャーンシク港で、2022年3月24日、ウクライナの攻撃によって破壊されたと報告された。ビデオでは、大規模な火災、煙、爆発が見え、1回の爆発で船の船首が巻き込まれた。当初、この艦は同型艦の「オルスク」であったと報告されていたが、ウクライナ軍参謀本部は後に「サラトフ」が破壊され、ロプーチャ級揚陸艦「ツェーザリ・クニコフ」と「ノボチェルカッスク」の2隻が損傷したと報告した。
さらに同年4月14日、ロシア黒海艦隊の旗艦、 スラヴァ級ミサイル巡洋艦の一番艦、旧「スラヴァ」である ミサイル巡洋艦「モスクワ」に対しネプチューン巡航ミサイルを発射、命中させ撃沈したと発表した。ロシア側は「火災は弾薬の爆発が原因で、艦が深刻な損傷を受けており、乗組員は完全に退避した」と述べ、攻撃による被害を否定した。後、沈没したことを公表した。これは、ウクライナ側の主張が正しければ、フォークランド紛争で撃沈されたアルゼンチン海軍の「ヘネラル・ベルグラノ」以来の攻撃による巡洋艦の撃沈であり、第二次世界大戦以来で撃沈された軍艦の中でもトップクラスの大きさの艦である。また、ロシアの主張が正しいとすれば、最後に黒海艦隊旗艦が破壊されたのは戦艦「インペラトリッツァ・マリーヤ」が爆発、沈没した1916年（ロシア帝国も参戦していた第一次世界大戦中）のことである。
同年10月2日、トルコのイスタンブール海軍工廠にて建造中であったアダ級コルベットの「ヘーチマン・イヴァン・マゼーパ 」が進水した。同型艦も計画中。
同年10月29日、６隻のUSV（水上無人艇）が巡洋艦「モスクワ」の代わりに旗艦となったアドミラル・グリゴロヴィチ級フリゲート「アドミラル・マカロフ」および掃海艇「イワン・コルベッツ」に体当たり攻撃を仕掛けた。ウクライナ側は「2隻ともが損害を受けた」と発表した一方、ロシア側は「イワン・コルベッツのみの損害だ」と主張した。
2023年1月27日、イギリス海軍より退役したサンダウン級機雷掃討艇のうち2隻がウクライナ海軍で再就役した。
2023年5月23日、海軍歩兵部隊が海軍から分離され、ウクライナ海兵隊（ウクライナ語: Корпус морської піхоти ВМС ЗСУ）として陸軍、海軍、空軍、空中機動軍、特殊作戦軍に次ぐ6番目の独立軍種となった。
同年7月7日、ウクライナ海軍司令官のオレクシー・ネイツパパ中将は「ヘーチマン・イヴァン・マゼーパ」が2024年にも就役予定だと発表した。同艦はウクライナ海軍の貴重な対潜艦艇となる。ウクライナ海軍の旗艦となる予定。また、ウクライナ海軍は関与を否定しているが、2023年8月5日、「オレネゴルスキー・ゴルニャク」が無人艇により損傷したと報じられた。
2023年12月11日、イギリス国防省はサンダウン級機雷掃討艇2隻をウクライナに提供すると発表した。
2024年1月1日、イギリス海軍は提供すると発表していたサンダウン級機雷掃討艇2隻を引き渡す予定だったが、モントルー条約により軍艦が通行できない事から供与は当面先延ばしとなった。
2024年1月22日、昨年の12月下旬にロシア海軍のタランタル型コルベット1隻を自爆無人艇で攻撃、これを撃沈したと発表した。
同年2月14日、ロシア黒海艦隊所属のロプーチャ級揚陸艦「ツェーザリ・クニコフ」をマグラV5自爆水上ドローン5隻で攻撃、撃沈したと発表した。公開された映像からは、次々に自爆ドローンが突入し、ロープチャ級が左舷側に横転していくのが分かる。未確認情報ながら、同艦は弾薬を輸送していたともされる。
2024年5月20日、ロシアの266-M型掃海艇「コヴロヴェッツ」を撃破したと発表した。セヴァストポリに停泊していた「コヴロヴェッツ」は、ATACMSによる攻撃を受けた可能性が高いとされる。また翌21日、巡航ミサイル発射能力を持つカラクルト型コルベット「ツィクロン」に何らかの損害を与えたと発表した。これが事実ならば、セヴァストポリには巡航ミサイル発射可能な水上艦が居なくなったとされ,黒海方面での海上からのミサイル攻撃の脅威は減ることになる。
同年7月15日、最後までクリミア半島に残っていたクリヴァク型フリゲートが出港、ロシア海軍黒海艦隊艦艇がクリミア全土から撤退したと発表した。

## 組織
ウクライナ海軍は、南部、東部、ネミフの3海軍基地に部隊を配置している。
- ウクライナ海軍司令部（ウクライナ語版）
- 南部海軍基地（オデッサ）
  - 第1水上艦艇師団（ウクライナ語版）
    - スカドフスク（ウクライナ語版）（U170 Скадовськ）
    - リウネ（ウクライナ語版）（U172 Рівне）
    - AK-02（ウクライナ語版）（U173 АК-02）
    - ベルジャーンシク（ウクライナ語版）（U175 Бердянськ）
    - ニーコポリ（ウクライナ語版）（U176 Нікополь）
    - コストポリ（ウクライナ語版）（U180 Костопіль）
    - ホラプリスタン（ウクライナ語版）（U241 Гола Пристань）
    - ピヴデニィー（ウクライナ語版）（A855 Південний）

  - 第28補助艦艇師団（ウクライナ語版）
    - ポチャイウ（ウクライナ語版）（A701 Почаїв）
    - オレクサンドル・オクリメンコ（ウクライナ語版）（A715 Олександр Охрименко）
    - RVK-268（ウクライナ語版）（A724 РВК-258）
    - ロムヌイ（ウクライナ語版）（U732 Ромни）
    - ソカル（ウクライナ語版）（A782 Сокаль）
    - バールタ（ウクライナ語版）（U811 Балта）

  - 第30水上艦艇師団（ウクライナ語版）
    - ヘーチマン・サハイダーチヌイ（U130 Гетьман Сагайдачний）
    - プルィルークィ（U153 Прилуки）
    - スラヴャンスク（P190 Слов'янськ）
    - スタロビルスク（英語版）（P191 Старобільськ）
    - スームィ（ウクライナ語版）（P192 Суми）
    - ファスチフ（ウクライナ語版）（P193 Фастів）

  - 第22独立無線工兵中隊
- ネミフ海軍基地（オチャキウ）
  - 第29水上艦艇師団（ウクライナ語版）
    - ヘニチェスク（ウクライナ語版）（U360 Генічеськ）
    - ユーリ・オレフィレンコ（L401 Юрій Олефіренко） - 2023年5月、ロシア軍は同艦の破壊を発表[21]。
    - ズバトボ（ウクライナ語版）（L434 Сватове）
    - ペレヤスラウ（ウクライナ語版）（A512 Переяслав）

  - 第31補助艦艇師団（ウクライナ語版）
    - チヒルィーン（ウクライナ語版）（U540 Чигирин）
    - スミーラ（ウクライナ語版）（U541 Сміла）
    - ノーバ・カホフカ（ウクライナ語版）（U542 Нова Каховка）
    - チョルノモルスク（ウクライナ語版）（U783 Чорномо́рськ）
    - ショストカ（ウクライナ語版）（U852 Шостка）
    - コーロステニ（ウクライナ語版）（A853 Коростень）
    - ヤニ・カプ（A947 Яни Капу）
- 東部海軍基地（ベルジャーンシク）
  - 第9水上艦艇師団（ウクライナ語版）
    - アッケルマン（ウクライナ語版）（P174 Аккерман）
    - クレメンチュグ（ウクライナ語版）（P177 Кременчук）
    - ルブヌイ（ウクライナ語版）（P178 Лубни）
    - ヴィーシュホロド（ウクライナ語版）（P179 Вишгород）
    - ドンバス（A500 Донбас）
    - コレット（ウクライナ語版）（A830 Корець）
    - ドミトリー・チュバーリ（ウクライナ語版）（Дмитро Чубарь）

  - 第21独立無線工兵中隊
- ウクライナ海軍河川艦隊（ウクライナ語版）
  -  第26独立河川艦艇大隊（ウクライナ語版）
  -  第27独立河川艦艇大隊
- ウクライナ海軍航空隊
  -  第10海軍航空旅団（クルバキノ空軍基地）
    - 固定翼飛行隊 - An-2T、An-26、Be-12
    - 回転翼飛行隊 - Ka-27、Ka-29、Ka-226、Mi-2MSB-V（ウクライナ語版）、Mi-8、Mi-9、Mi-14PL/PS
    - 無人機飛行隊 - バイラクタル TB2[22]
- 特殊部隊
  -  第801対水中破壊工作支隊（ウクライナ語版）（オデッサ）
- 教育・訓練機関
  - パーヴェル・ナヒーモフ提督記念海軍兵学校（ウクライナ語版、ロシア語版、英語版）（セヴァストポリ[注 6]）
  - オデッサ国立海洋大学軍事訓練学科（ウクライナ語版）（オデッサ[注 7]）
  - オデッサ国立海洋大学海洋研究所（ウクライナ語版）（オデッサ[注 8]）
  - 第203下士官訓練センター（ウクライナ語版）（ムィコラーイウ）
  - 第198訓練センター（ウクライナ語版）（ムィコラーイウ）

### 過去に存在した組織
- ウクライナ沿岸防衛部隊（ムィコラーイウ）
- ウクライナ海軍歩兵（ムィコラーイウ）

### 基地
- 南部海軍基地（オデッサ州オデッサ）
- ネミフ海軍基地（クリミア自治共和国ノヴォオゼルネ（ウクライナ語版、ロシア語版、英語版）→ムィコラーイウ州オチャキウ）
- 東部海軍基地（アゾフ海軍基地）（ザポリージャ州ベルジャーンシク）
- セヴァストポリ海軍基地（ウクライナ語版）（セヴァストポリ特別市）
- サーキ飛行場（クリミア自治共和国ノヴォフェドロフカ（英語版））

### 歴代司令官
| No. | 氏名                                       | 階級              | 在任期間               | 出身校                                       | 前職                 | 後職                                 | 備考                                           |
| --- | ------------------------------------------ | ----------------- | ---------------------- | -------------------------------------------- | -------------------- | ------------------------------------ | ---------------------------------------------- |
| 1   | ボルィース・コージン                       | 海軍少将/海軍中将 | 1992/04- 1993/10/08    | M・V・フルンゼ記念レニングラード高等海軍学校 | クリミア州議会代議士 | ヴェルホーヴナ・ラーダ(最高会議)議員 | 2012/6 国際会議出席のため来日                  |
| 2   | ヴォロディームィル・ベズコロヴァーイヌィイ | 海軍中将          | 1993/10/08- 1996/10/28 | S・M・キーロフ記念カスピ高等海軍学校         | 国防省代表           | 国防省補佐官                         |                                                |
| 3   | ムィハーイロ・イェジェーリ                 | 海軍大将          | 1996/10/28- 2003/05/20 | ウクライナ軍アカデミー                       | 監察局長             | 首相顧問官                           | 2001/08/20から総司令官。                       |
| 4   | イーホル・クニャージ                       | 海軍中将          | 2003/05/21- 2006/03/23 |                                              |                      |                                      |                                                |
| 5   | イーホル・テニューフ                       | 海軍中将/海軍大将 | 2006/03/23- 2011/03/17 | M・V・フルンゼ記念レニングラード高等海軍学校 | ウクライナ軍参謀次長 | 2014/2より国防相                     |                                                |
| 6   | ヴィークトル・マクスィーモウ               | 海軍中将          | 2011/03/17-2012/07/27  | M・V・フルンゼ記念レニングラード高等海軍学校 | 海軍司令官第一補佐官 |                                      |                                                |
| 7   | ユーリィ・イーリン                         | 海軍大将          | 2012/07/27-2014/03/01  |                                              |                      |                                      |                                                |
| 8   | デニス・ベレゾフスキー                     | 海軍少将          | 2014/03/01-2014/03/02  |                                              |                      |                                      | ロシアのクリミア侵攻の最中、クリミア側に離反。 |
| 9   | セルギー・ハイドゥク                       | 海軍少将          | 2014/03/02-2016/07/02  |                                              |                      |                                      |                                                |
| 10  | イゴール・ヴォロンチェンコ                 | 海軍中将          | 2016/04/25-2020/06/11  |                                              |                      |                                      |                                                |
| 11  | オレクシー・ネイツパパ                     | 海軍中将          | 2020/06/11-            |                                              |                      |                                      |                                                |

## 装備

### 艦艇
2016年8月現在。1部『Jane's Fighting Ships 2011-2012』およびウクライナ海軍ウクライナ語版Wikiおよび英語版ウクライナ海軍装備リストWikiより参照。
過去に就役した艦艇については「ウクライナ海軍艦艇一覧」を参照。

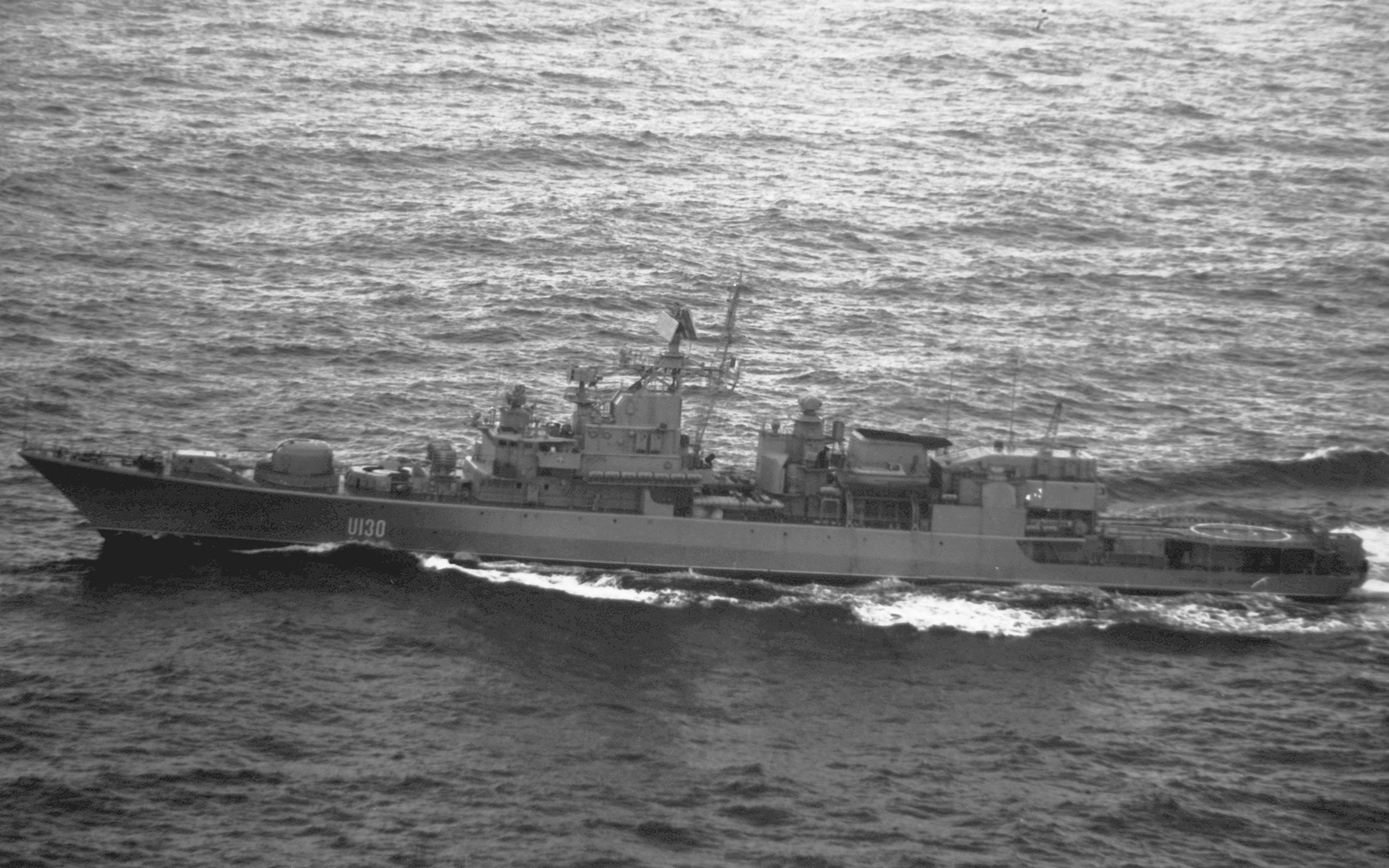
1995年11月15日、北大西洋条約機構（NATO）との共同演習におけるU130 ヘーチマン・サハイダーチュヌィイ

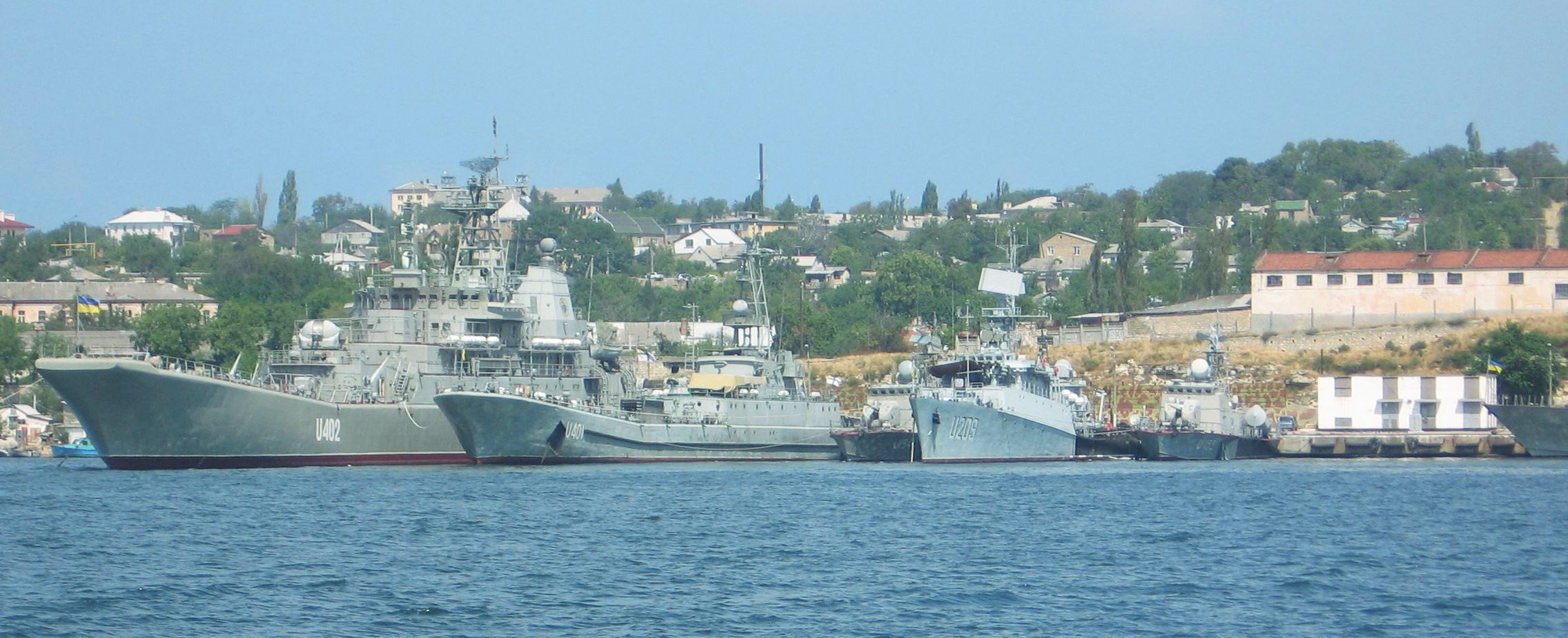
2007年8月14日、セヴァストーポリにおける各艦艇（左よりU402 コンスチャンティーン・オリシャーンシクィイ、U401 キロヴォフラード、U154 カホーウカ、U209 テルノーピリ、U153 プルィルークィ 後にU154は除籍、U402とU209はロシア海軍に略取され、2016年現在在籍しているのはU401とU153のみとなっている。）

#### 巡視船
- 1400M GRIF型

スカドーウシク(U170 Skadovsk)
- ギザ級

(P175 Berdyansk)、（P176 Nikopol)、（P180 Kostopil）

#### ミサイル艇
- マトカ型×1

プルィルークィ（U153 Pryluky ）

#### カッター
- アイランド型×3

スタロビルスク（P191 Starobilsk）、スームィ（P192 Sumy）、ファスチフ（P193 Fastiv）

#### 上陸用舟艇
- ポルノクヌイ型×1

ユーリ・オレフィレンコ(L401 Yuri Olefirenko)
- オンダトラ型×1

スバトボ(L434 Svatove)

#### 破壊防止艇
- フラミンゴ型×1

(P241 Hola Prystan)

#### 砲艇
- PO-2型砲艇×5
- ギュルザ-M型×4

#### 複合艇
- メタルシャーク型×10
- ウィング型×74
- ウィラード型×7

#### ROV
- シーフォックス×2 - 2022年、デンマーク海軍より贈与

#### 練習艦
- ペトルーシュカ型×3

（U540 Chigirin）、（U541 Smila）、（U542 Nova Kahovka）

#### 給水艦
- ヴォーダ型×1

（U756 Sudak）

#### 掃海艇
- サンダウン級機雷掃討艇(供与は当面先)

(M315チェルニーヒウ　Chernihiv)、(M311チェルカースィ　Cherkasy)

#### 消磁船
- ベレザ型×1

（U811 Balta）

#### 設標船
- スーラ型×1

（U852 Shostka）

#### 水中作業母艇
- イェルバ型×1

（U700 Netisin）

#### 港内艇
- 各型×12

（U240 Feodosiya）、U241、U631-634、（U635 Skvyra）、U732、（U783 Illichivsk）、（U853 Shulyavka）、（U891 Kherson）、U926

#### 迎賓艇
- ペトルーシュカ型×1

（U782 Sokal）

#### 消防艇
- ポザールヌイ型×2

（U722 Borsziv）、（U728 Evpatoriya）

#### 曳船
- 各型×4

（U830 Korets）、（U831 Kovel）、（U947 Krasnoperekopsk）、（U953 Dubno）

### 航空機
2011年6月現在。『Jane's Fighting Ships 2011-2012』より。

#### 固定翼機
- アントノフ An-12 カブ×1
- アントノフ An-26 カール×2
- Be-12 メイル×3

#### 回転翼機
- カモフ Ka-29×16
- カモフ Ka-27 ヘリックスA ASW×16
- ミル Mil-14 ヘイズ×5

## 旗

2006年6月20日制定の現行のウクライナ海軍の軍艦旗。
ウクライナ海軍の国籍旗。
1918年1月14日に制定された、最初の正式なウクライナ軍艦旗。
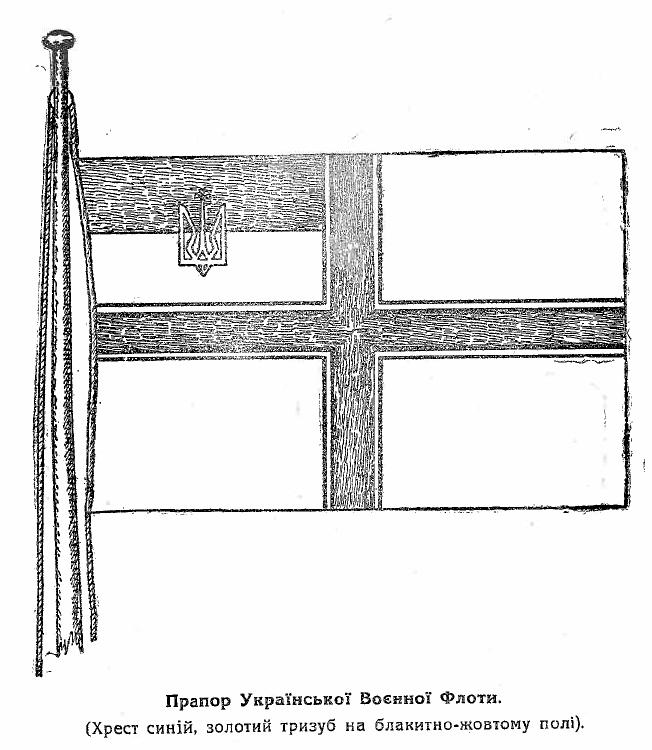
1918年7月18日以降、一部では1995年まで使用されたウクライナ海軍旗の概略図。実物はシカゴに保存されている。
1919年3月10日に制定されたウクライナ社会主義ソヴィエト共和国の国旗兼海上旗。
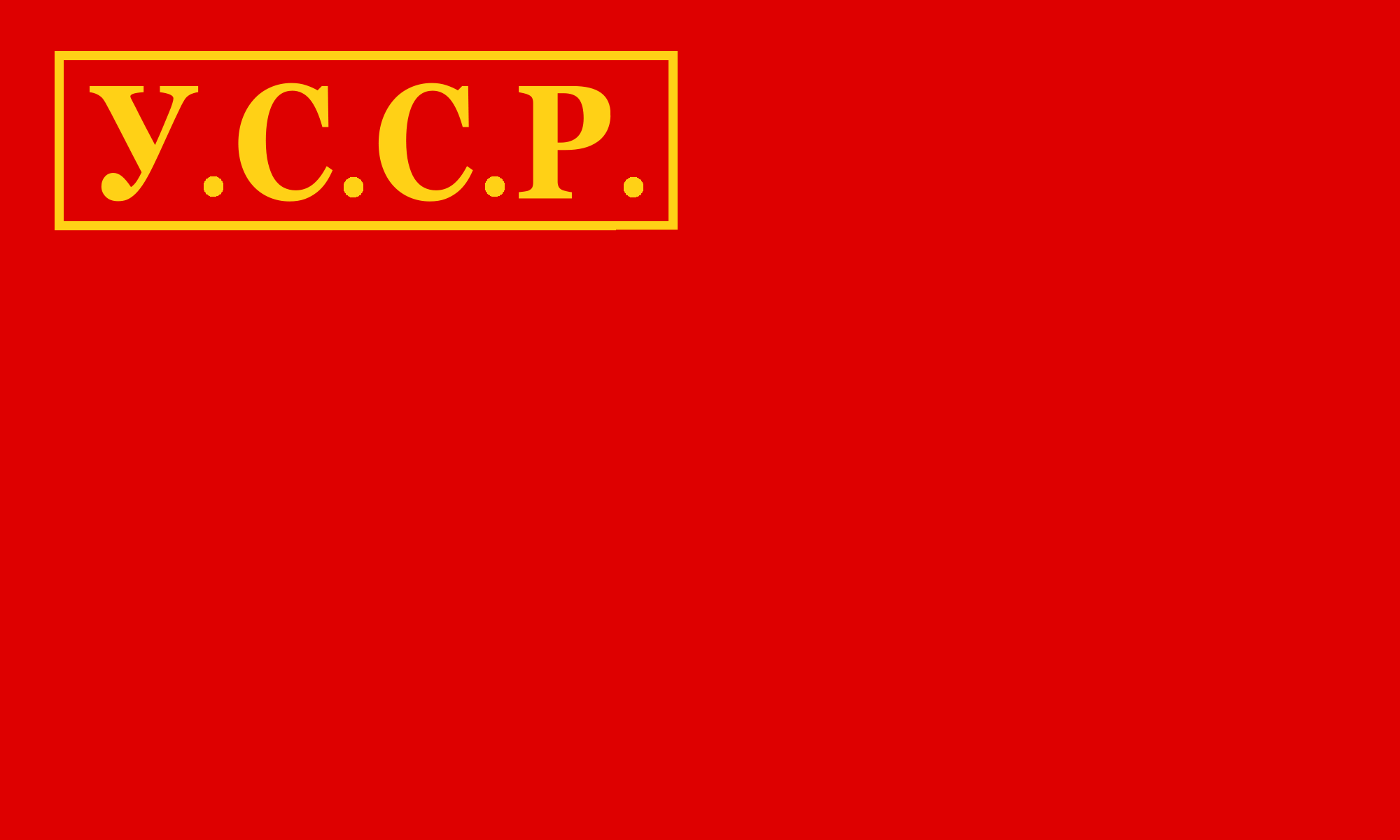
1921年8月10日に制定されたウクライナ社会主義ソヴィエト共和国の商船旗。当時は公式にはブレスト＝リトフスク条約によって艦隊を保有できなかったため正式な軍艦旗は制定されず、商船旗で代用された。
1994年に暫定的に採用されたウクライナ海軍軍艦旗。
1997年に採用され2006年まで使用されたウクライナ海軍軍艦旗。